# Svart kuhli
Svart kuhli (Pangio oblonga) är en fisk i familjen nissögefiskar som finns i Sydöstasien. Den förekommer även som akvariefisk. Arten kallas även svart kuhliål, och är nära släkt med den vanliga kuhliålen, som även den är en populär akvariefisk. 

## Utseende
Som alla nissögefiskar är svart kuhli en avlång fisk med nedåtriktad mun, omgiven av flera pariga skäggtömmar. Arten är helt liten, blir inte mer än 8 cm lång. Kroppen är enfärgat rödbrun, chokoladbrun till nästan svart. Helt utan teckningar, men fenorna är genomskinliga och buken är oftast ljusare än resten av kroppen.

## Vanor
Arten är en bottenfisk som lever bland vattenväxter eller multnande löv i vattendrag med dybotten, där den livnär sig på ryggradslösa bottendjur. Den föredrar lugna, grunda partier i annars förhållandevis kraftigt strömmande vatten. Leken sker troligtvis i mycket grunda, översvämmade skogspartier.

## Utbredning
Den svarta kuhlin finns i Indonesien, Kambodja, Laos, Malaysia, Thailand och Vietnam. Fynd har även rapporterats från Bangladesh, Indien och Myanmar.

## Kommersiellt utnyttjande
Fisken är inte föremål för någon kommersiell fångst för mänsklig konsumtion, men det förekommer att den används som föda till fiskodlingar. Den används dessutom som akvariefisk.

## Akvariefisk
Arten är en fredlig, sällskaplig fisk som bör hållas med andra individer av samma art. Akvariet bör ha mjuk sandbotten med gömställen i form av drivved, och gärna också ett täcke av vissna löv. Den föredrar mjukt, surt vatten med en temperatur mellan 23 och 29°C.

### Föda
Den svarta kuhlin tar kommersiellt fiskfoder, förutsatt att det sjunker till botten, men bör ha en växlande diet med levande eller djupfryst foder som pungräkor, hackade räkor, fjädermygglarver och liknande.